# Iamama (cidade)
Iamama ou Jamama (em árabe: اليمامة‎; romaniz.: al-Yamāmah) é uma cidade da Arábia Saudita situada a 70 quilômetros a sudeste de Riade, capital do país, na região de Alcarje (Iamama), no interior do Emirado de Riade. Fica próximo de Matate Alcarje, na ferrovia que liga Riade a Darã. É relativamente pequena e tem uma população de aproximadamente 50 000 pessoas. Foi citada pela primeira vez no século XIX, e à época sua população estava em torno dos 6 000 habitantes. Seu nome, por sua vez, pode estar ligado a yamama, o singular do coletivo yamam, que significa pombos selvagens.